# Иван Зарев
Иван Зарев е български национален състезател по волейбол. Играе на поста разпределител. Висок е 199 см. Тежи 87 кг.

## Биография
Роден е в гр. София на 25.02.1986 г.
Започва спортната си кариера в „Славия“. От 2006 г. е привлечен в мъжкия състав на ЦСКА. Бронзов медалист от Световното първенство 2006 г. На 17 август 2009 г. прави операция за присаждане на хрущял, което ще го изважда спорта. През 2009 г. завършва специалност Публична администрация в ЮЗУ Неофит Рилски. 2010 година влиза да учи магистратура в УНСС специалност Управление на международни проекти. След края на спортната си кариера се занимава с редица социални и благотворителни кампании. Участва много активно в изграждането на единствената детска площадка на територията на кв. Княжево, както и взима дейно участие за поставянето на паметник на Алеко Константантинов отново на територията на квартала. През 2013 г. е главен организатор на волейболен турнир за деца под името „SportVolley“, на който участват над 300 деца.
На 7 юни 2014 г. участва активно в организирането на първия по рода си 'Парк Волей" празник, който се провежда в Южен парк.
На празника участват над 35 училища и над 500 деца.